# Ивачёв, Фёдор Петрович
Фёдор Петрович Ивачёв (1904—1957) — советский карельский поэт, переводчик.

## Биография
Родился в крестьянской семье в селе Ругозеро. Карел.
В годы службы в РККА стал политработником Карельской егерской бригады.
Первые произведения написаны в 1925 г.
В начале 1928 г. — стал одним из организаторов финской секции Карельской ассоциации пролетарских писателей (КАПП).
Член правления Ленинградской ассоциации пролетарских писателей. Член Союза писателей СССР (1934).
В 1934 г. вышел первый сборник его рассказов «Жернова» на ливвиковском диалекте карельского языка.
На республиканском конкурсе была отмечена премией его пьеса «Рождение героя».
Принимал участие в создании карельского литературного языка
28 марта 1938 г. был арестован и приговорен тройкой при НКВД КАССР 11 апреля 1938 г., по статье 58-2-11.к 10 годам, освобожден 4 декабря 1939 Реабилитирован 4 декабря 1939 г.
Во время Великой Отечественной войны служил старшим инспектором политотдела в 368-й стрелковой дивизии, майор, был награждён двумя орденами Красной Звезды и медалями.
После войны работал заместителем редактора газеты «Тотуус», заместителем председателя Карельского комитета по радиовещанию.
В последние годы жизни перевел на финский язык «Сказку о царе Салтане» и «Сказку о золотом петушке» А. С. Пушкина.

## Произведения
- Ивачев, Ф. Налет : (отрывок) / Ф. Ивачев // Карело-Мурманский край : краеведческий, общественно-политический иллюстрированный журнал, 1928. — № 10 — 11. — С. 16 — 19
- Ивачев, Ф. В Карельской Ассоциации пролетарских писателей / Ф. Ивачев // Карело-Мурманский край : краеведческий, общественно-экономический иллюстрированный журнал. — 1928. — № 1. — С. 32 — 33
- Ивачев, Ф. Педри из Туохиваары : Рассказ : Пер.с карел. // Зеленый фронт. — Ленинград, 1932. — С. 58-76
- Ивачев Ф. Педри из Туохиваары : Рассказ : Пер.с карел. // Зеленый фронт. — Л., 1932. — С.58-76
- Ивачев, Ф. Ялмари Виртанен / Ф. Ивачев // Карельская литература : Сборник критических статей. — Петрозаводск, 1959. — С.99-112. — Библиогр. в подстроч. примеч.
- Ivatshev, F. (Ивачев Ф.). Malafei / Ivatshev F. // Punalippu : Kirjallis-taiteellinen aikakausjulkaisu / Karjalais-suomalaisen SNT:n Neuvostokirjailijain liiton äänenkannattaja. — 1940. — № 1-2. — С. 11-26
- Ивачев, Ф. Майю Лассила : к 30-летию со дня смерти писателя / Ф. Ивачев // На рубеже. — 1948. — N 5. — С. 63-66
- Полуйко Е. Портрет Федора Ивачева : [Портреты работы Л.Ланкинена] // Сев.курьер.-1994.-5 августа.